# ماتيو يوجين
ماتيو يوجين (بالإنجليزية: Mathieu Eugene؛ بالفرنسية: Mathieu Eugene) هو سياسي هايتي وأمريكي، ولد في 1 أبريل 1954. نشط حزبياً في الحزب الديمقراطي. وقد انتخب عضو المجلس المحلي ‏.

## وصلات خارجية
- الموقع الرسمي